# Pure (альбом Pur:Pur)
Pure — дебютний студійний альбом харківського рок-гурту Pur:Pur, представлений 13 лютого 2010 року.

## Історія
Офіційна презентація альбому відбулася 13 лютого 2010 року в київському концерт-холі «Crystal Hall». А вже 14 лютого — в день всіх закоханих — гурт виклав свій альбом на сайті Kroogi. Мережеві користувачі самі вибирають — послухати альбом безкоштовно або заплатити за нього символічну суму, тим самим підтримавши Pur:Pur не тільки морально, а й матеріально.
|  | «Альбом називається «Pure», тобто «чистий» – як Pur:Pur, – пояснює назву диска вокалістка Наташа Сміріна. – Це було початковою концепцією групи, тому така назва – свого роду данина коріння, тому з чого ми виросли як колектив». |

## Список композицій
| #   | Назва                 | Тривалість |
| --- | --------------------- | ---------- |
| 1.  | «Cosmic Girl»         | 2:44       |
| 2.  | «Once Upon a Time»    | 3:18       |
| 3.  | «Make Love to Me»     | 3:52       |
| 4.  | «A Kiss»              | 2:52       |
| 5.  | «Belong»              | 3:47       |
| 6.  | «Milky»               | 2:45       |
| 7.  | «I'm Sorry»           | 3:53       |
| 8.  | «Secret»              | 3:05       |
| 9.  | «Flowers»             | 2:57       |
| 10. | «Ever (feat. Sunsay)» | 3:35       |
| 11. | «Me Is»               | 3:22       |

## Учасники запису
- Ната Сміріна — слова та вокал
- Євген Жебко — музика та акомпанемент
- Станіслав Кононов — соло-гітара

- Сергій Далек — перкусія в «Milky»
- Дмитро Зінченко — перкусія та барабани в «Cosmic Girl», «Secret», «Me is»
- Іван Кондратов — бас в «Me is»
- Андрій Sun Запорожець — вокал в «Ever»
- Юрій Nedobalkan Якубов — Дизайн альбому